# HD222638
HD222638 — хімічно пекулярна зоря спектрального класу A0, що має видиму зоряну величину в смузі V приблизно  8,5.
Вона  розташована на відстані близько 1012,9 світлових років від Сонця.

## Пекулярний хімічний склад
Зоряна атмосфера HD222638 має підвищений вміст 
Cr
.